# Gąsówka dwubarwna

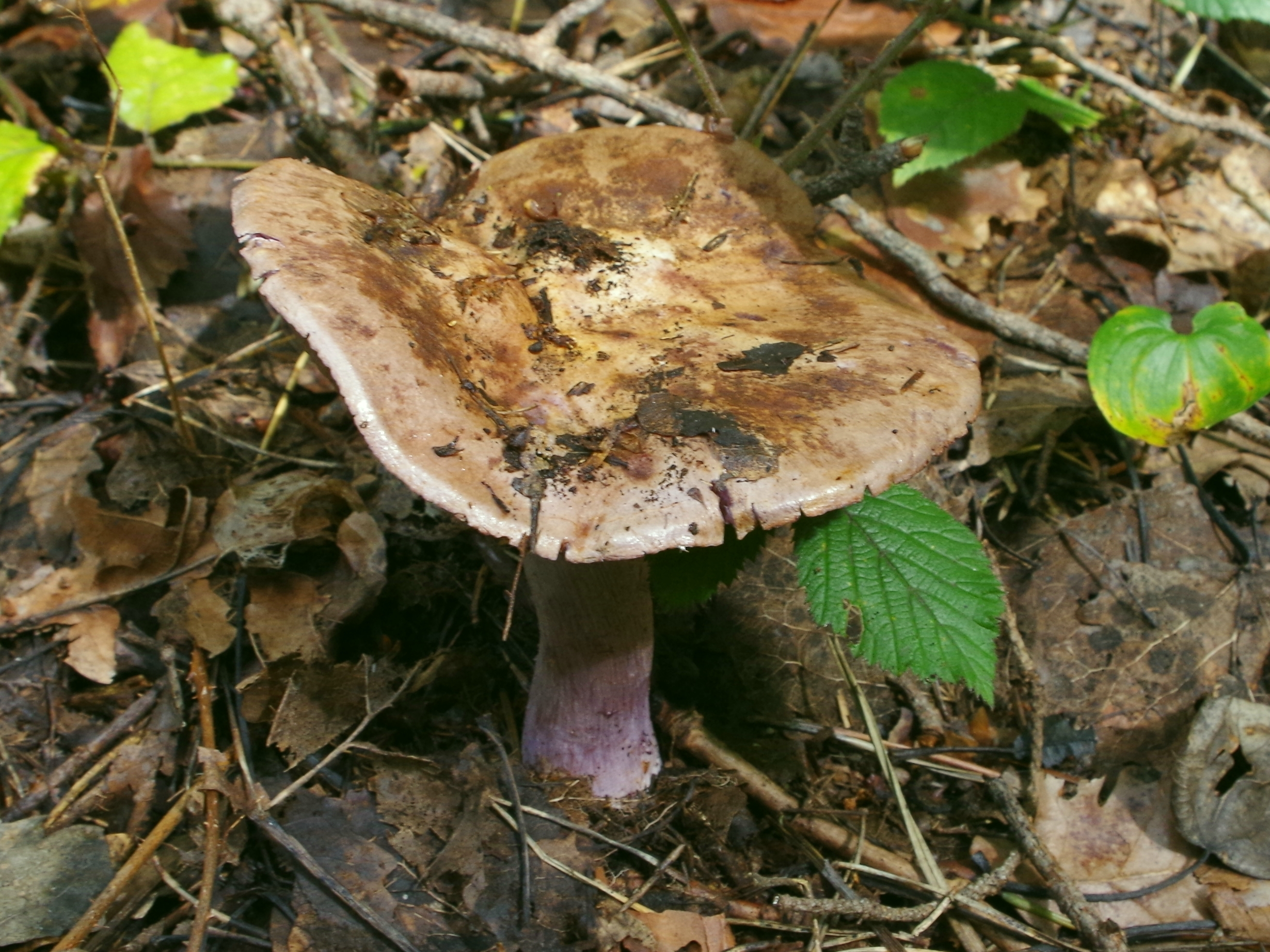

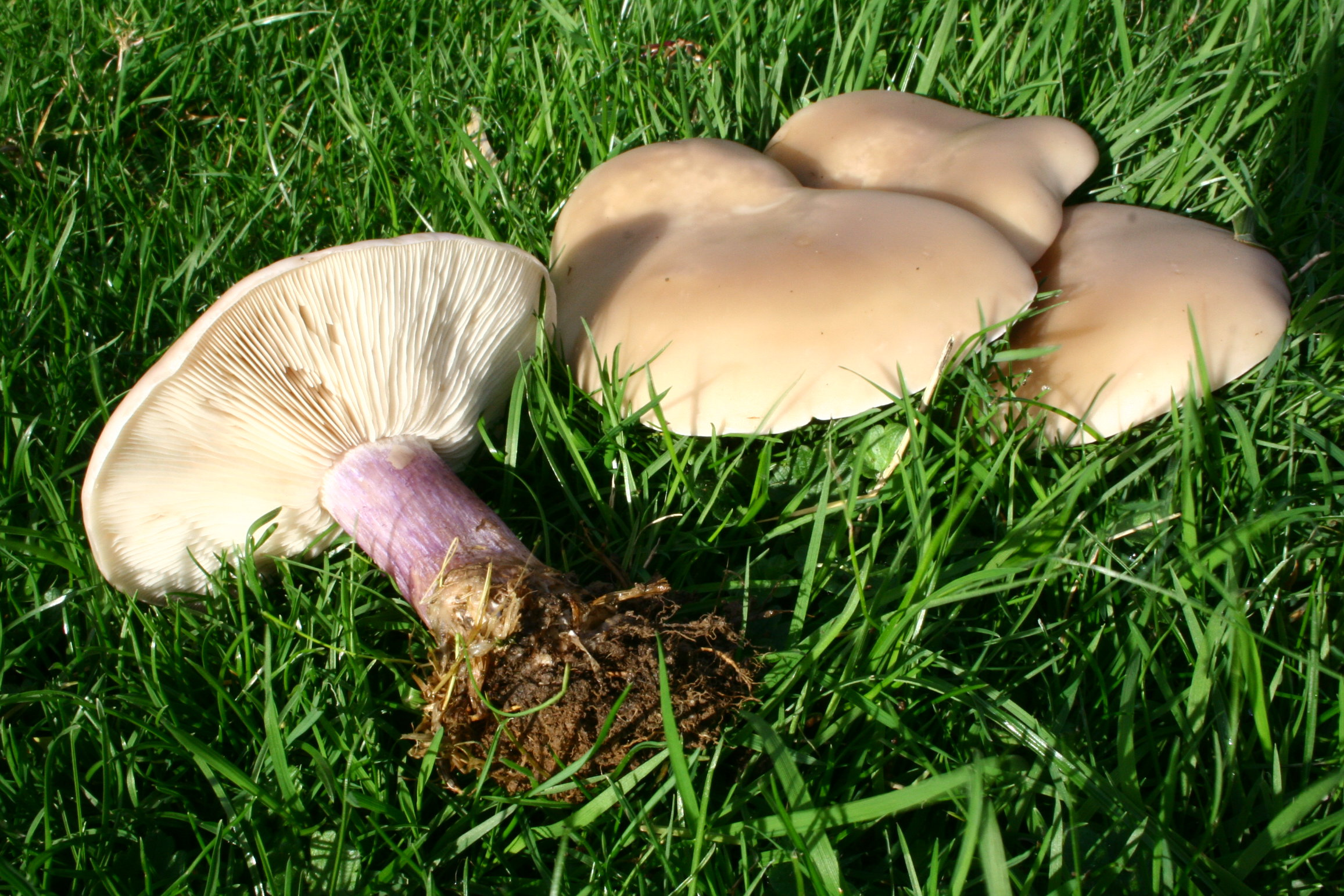

Gąsówka dwubarwna (Lepista personata (Fr.) Cooke) – gatunek grzybów należący do rzędu pieczarkowców (Agaricales)

## Systematyka i nazewnictwo
Pozycja w klasyfikacji według Index Fungorum: Lepista, Incertae sedis, Agaricales, Agaricomycetidae, Agaricomycetes, Agaricomycotina, Basidiomycota, Fungi.
Po raz pierwszy takson ten zdiagnozował w 1818 r. Elias Fries nadając mu nazwę Agaricus personatus. Obecną, uznaną przez Index Fungorum nazwę nadał mu w 1871 r. Cooke, przenosząc go do rodzaju Lepista. Ma ponad 20 synonimów naukowych.
Nazwę polską podali Barbara Gumińska i Władysław Wojewoda w 1983 r. W polskim piśmiennictwie mykologicznym gatunek ten opisywany był też jako gąska zdradliwa (bedłka zdradliwa). 

## Morfologia
Kapelusz
Średnica do 15 cm, w młodym owocniku półkulisty, później wypukły, w końcu płaski. Jest grubomięsisty, gładki, nagi i połyskujący. Kolor bladokremowy, płowy, niekiedy z brązowym odcieniem.
Blaszki
Za młodu białawe, potem bladokremowe, w dojrzałym owocniku bladoochrowe, gęste, cienkie, zatokowate, wycięte z ząbkiem.
Trzon
Wysokość 3–8 cm, grubość 1,5–3,5 cm. Jest cylindryczny, u dołu zgrubiały, pełny, w podłużnie fioletowe włókna na beżowym tle (wygląda jakby był cały fioletowy).
Miąższ
Grubomięsisty, twardy, białawy lub bladokremowy, pod powierzchnią trzonu niekiedy lekko fioletowy, nie zmienia zabarwienia po przekrojeniu. Smak nieznaczny, przyjemny, zapach niewyraźny.
Wysyp zarodników
Szaroróżowy. Zarodniki o średnicy 7–8 × 4–5 µm, elipsoidalne, lekko brodawkowate, bezbarwne.

## Występowanie
W Europie gatunek dość pospolity. W Polsce również jest dość częsty. 
Często występuje w towarzystwie pieczarki łąkowej. Rośnie od października do grudnia na łąkach i pastwiskach. W latach, gdy późna jesień jest wilgotna, często masowo, rośnie w szeregach i kręgach (tzw. czarcie kręgi), zawsze poza lasem.

## Znaczenie
Dobry grzyb jadalny. Nadaje się zwłaszcza do marynowania w occie. Zbierać go mogą jednakże tylko doświadczeni grzybiarze, łatwo bowiem pomylić go z podobnie ubarwionymi, ale trującymi gatunkami zasłonaków.

## Gatunki podobne
- gąsówka fioletowawa (Lepista nuda). Ma fioletowy nie tylko trzon, ale również blaszki i kapelusz[5],
- gąsówka brudnofioletowa (Lepista sordida), która jest podobna kształtem i barwą, ale dużo mniejsza (kapelusz ma średnicę do 6 cm)[6],
- lejkówka szarawa (Clitocybe nebularis). Ma trzon szarawy, blaszki jasnokremowe i jest białawo omszona[7].